# Бедфорд (Кентаки)
Бедфорд (енгл. Bedford) град је у америчкој савезној држави Кентаки.

## Демографија
По попису из 2010. године број становника је 599, што је 78 (-11,5%) становника мање него 2000. године.
| Група             | 2000.       | 2010.       |
| Белци             | 659 (97,3%) | 555 (92,7%) |
| Афроамериканци    | 1 (0,1%)    | 1 (0,2%)    |
| Азијати           | 0 (0,0%)    | 14 (2,3%)   |
| Хиспаноамериканци | 16 (2,4%)   | 10 (1,7%)   |
| Укупно            | 677         | 599         |